# Juan Cailles
Juan Cailles (ur. 10 listopada 1871 w Nasugbu, zm. 21 czerwca 1951) – filipiński polityk i wojskowy.

## Życiorys
Urodził się w Nasugbu w prowincji Batangas. Był synem osiadłego na Filipinach Francuza Hippolyta Caillesa oraz pochodzącej z archipelagu Marii Kauppamy. Miał sześcioro rodzeństwa. Pierwotnie uczył się w domu rodzinnym, jego nauczycielem był niejaki Ovidio Caballero. Ukończył następnie jezuicką szkołę, zdobywając uprawnienia nauczycielskie (1890). Pracował w placówkach edukacyjnych w kilku miejscowościach w tym w Rosario w Cavite.
Po wybuchu rewolucji z 1896 szybko włączył się do walki z Hiszpanami. Zorganizował oddział, w skład którego wchodzili ojcowie jego uczniów. Cieszył się ich szacunkiem i zaufaniem. Żołnierze nazywali go nauczycielem Caillesem bez względu na to, w którym miejscu w hierarchii wojskowej znajdował się w danym momencie ich dowódca. Brał udział w licznych walkach z siłami hiszpańskimi. W części z tych bitew polegli wyżsi od niego stopniem towarzysze broni, w tym generałowie Candido Tria Tirona, Edilberto Evangelista i Crispulo Aguinaldo. Cailles awansowany został do stopnia generała brygady w 1897. Dołączył tym samym do wyjątkowo młodych wojskowych, którzy pełnili wysokie stanowiska dowódcze podczas narodowowyzwoleńczych konfliktów na Filipinach na przełomie XIX i XX wieku. Nie był przy tym najmłodszym dowódcą filipińskim wymienianym w źródłach. Za takiego uznaje się Manuela Tinio, zaledwie dziewiętnastoletniego w chwili awansu.
Cailles był jednym z sygnatariuszy filipińskiej deklaracji niepodległości z 1898. Brał udział również w wojnie filipińsko-amerykańskiej. Pokonał wojska amerykańskie w bitwie pod Mabitac (17 września 1900). Pozwolił wrogowi zabrać ciała poległych wraz z ich rzeczami osobistymi. Jego szlachetność w tej sytuacji zestawia się z kompletnym brakiem szacunku okazanym przez Amerykanów ciału Gregorio del Pilara w 1899. Cailles poddał się ostatecznie wojskom amerykańskim 24 czerwca 1901.
Po zakończeniu działań wojennych szybko zaangażował się w życie polityczne. Był gubernatorem prowincji Laguna (1901–1910 oraz 1916–1925). Między 1926 a 1931 zasiadał w Zgromadzeniu Filipińskim. Od 1932 do 1938 ponownie był gubernatorem Laguny. W kolejnych latach piastował funkcję w instytucjach państwowych związanych z weteranami wojennymi. Zmarł 28 lipca 1951.